# Giuseppe Luigi Spiga
Giuseppe Luigi Spiga (* 29. Juli 1972 in Serramanna, Provinz Cagliari) ist ein italienischer römisch-katholischer Geistlicher und Bischof von Grajaú in Brasilien.

## Leben
Giuseppe Luigi Spiga wurde am 13. August 1972 in der Pfarrkirche Sant’Ignazio da Laconi in Serramanna getauft und am 24. April 1986 gefirmt. Er besuchte zunächst die Scuola Elementare Goffredo Mameli und die Scuola Media Grazia Deledda in Serramanna sowie später das Istituto Magistrale Suor Nicoli in Cagliari und ab 1986 das dortige Kleine Seminar. Anschließend studierte er Philosophie (1992–1994) und Katholische Theologie (1994–1998) an der Päpstlichen Theologischen Fakultät von Sardinien in Cagliari. Er wurde am 28. Juni 1997 zum Diakon geweiht und empfing am 3. Oktober 1998 in der Pfarrkirche Sant’Ignazio da Laconi in Serramanna durch den Erzbischof von Cagliari, Ottorino Pietro Alberti, das Sakrament der Priesterweihe für das Erzbistum Cagliari.
Nach der Priesterweihe war Spiga zunächst von 1998 bis 2002 als Subregens des erzbischöflichen Priesterseminars in Cagliari tätig. Zudem fungierte er von 1998 bis 2003 als Bischofsvikar für die Sozialpastoral, als Spiritual der Associazione Professionale Italiana Collaboratori Familiari (API Colf) und als Direktor der Scuola di Fede e Coscienza Politica. Daneben wirkte er von 1998 bis 2003 als Seelsorger in der Pfarrei Sacro Cuore in Quartu Sant’Elena. Von 2003 bis 2008 war er Pfarrer der Pfarrei San Giorgio Vescovo in Donorì und von 2006 bis 2007 auch Pfarradministrator der Pfarrei Santa Lucia in Barrali.
Im November 2008 wurde Spiga als Fidei-Donum-Priester nach Brasilien entsandt. Dort wirkte er im Bistum Viana zunächst als Pfarrvikar der Pfarrei Nossa Senhora de Nazaré in Viana, bevor er 2009 Pfarrvikar und später schließlich Pfarrer der Pfarrer der Pfarrei São Sebastião in Matinha wurde. Von 2013 bis 2015 war er zusätzlich Bischofsvikar für die Region Los Lagos und Koordinator des Projekts Comunidade das Comunidades sowie Spiritual der Nüchternheitsbewegung und kirchlicher Assessor für die Jugendpastoral in der Region Los Lagos. Ab 2016 wirkte Spiga als Regens des Priesterseminars São Bonifácio in São Luís. Zudem war er von 2015 bis 2017 Bischofsvikar für die Berufungspastoral und von 2016 bis 2018 Diözesanjugendseelsorger des Bistums Viana. Ferner leitete er von Februar 2018 bis Mai 2019 das Bistum Viana während der Sedisvakanz als Diözesanadministrator. Ab 2019 war Spiga zusätzlich Generalvikar sowie ab 2024 Verwaltungsdirektor und Ökonom der Faculdade Católica do Maranhão. Außerdem fungierte er von 2019 bis 2024 als Präsident der Organização dos Seminários e Institutos do Brasil (OSIB) in der Region Nordeste 5 der Brasilianischen Bischofskonferenz sowie ab 2023 als stellvertretender Koordinator der Comissão Missionária do Regional (COMIRE) in der Region Nordeste 5 und als Koordinator der italienischen Fidei-Donum-Priester in Brasilien. Darüber hinaus war er ab 2021 als Richter am Kirchengericht der Region Nordeste 5 tätig.
Am 17. Februar 2025 ernannte ihn Papst Franziskus zum Bischof von Grajaú. Der emeritierte Erzbischof von Cagliari, Arrigo Kardinal Miglio, spendete ihm am 18. Mai desselben Jahres in der Kathedrale Senhor do Bonfim in Grajaú die Bischofsweihe; Mitkonsekratoren waren der Bischof von Viana, Evaldo Carvalho dos Santos CM, und der Bischof von Caxias do Maranhão, Sebastião Lima Duarte. Sein Wahlspruch Misit me servire („Er hat mich gesendet, um zu dienen“) stammt aus Mk 10,45 .